# Polyplectropus melchi
Polyplectropus melchi är en nattsländeart som beskrevs av Malicky 1993. Polyplectropus melchi ingår i släktet Polyplectropus och familjen fångstnätnattsländor. Inga underarter finns listade i Catalogue of Life.